# Чуатбалук (Аљаска)
Чуатбалук (енгл. Chuathbaluk) град је у америчкој савезној држави Аљаска.

## Демографија
По попису из 2010. године број становника је 118, што је 1 (-0,8%) становника мање него 2000. године.
| Група                 | 2000.       | 2010.       |
| Амерички староседеоци | 109 (91,6%) | 104 (88,1%) |
| Белци                 | 6 (5,0%)    | 4 (3,4%)    |
| Афроамериканци        | 0 (0,0%)    | 2 (1,7%)    |
| Азијати               | 0 (0,0%)    | 0 (0,0%)    |
| Хиспаноамериканци     | 0 (0,0%)    | 3 (2,5%)    |
| Укупно                | 119         | 118         |